# Francisco Javier Pagalday
Francisco Javier Pagalday Gastelurrutia (España, siglo XX) es un diplomático español. Es embajador de España en Namibia (desde 2025).

## Carrera diplomática
Francisco Javier tuvo tres hermanos: María del Carmen, Rafael y  Mª Soledad.
Tras licenciarse en Ciencias Políticas y de la Administración, Derecho y Geografía e Historia, ingresó en la Escuela diplomática (1990).
Ha estado destinado en las Embajadas de España en: Acra (Ghana), Ciudad de Luxemburgo (Luxemburgo), San José (Costa Rica), y Dublín (República de Irlanda). Siendo cónsul general en Miami (Estados Unidos) y embajador en Panamá (2019-2022).
En el Ministerio de Asuntos Exteriores, Unión Europea y Cooperación - MAEUEC (Madrid) ocupó diversos cargos en la Dirección General de Relaciones Económicas, en el área de contratación de la Subdirección General de Patrimoniales adscrita a la Dirección General del Servicio Exterior, fue subdirector general de Protección y Asistencia Consular; y vicepresidente de la sección española del Comité Permanente Hispano-norteamericano.